# Jean-Martin Mouloungui
Jean-Martin Mouloungui (30 novembre 1969) è un ex calciatore gabonese, di ruolo difensore.

## Carriera

### Nazionale
Ha debuttato in Nazionale il 27 febbraio 1993, in Senegal-Gabon (1-0). Ha messo a segno la sua prima rete con la maglia della Nazionale il 27 dicembre 1995, nell'amichevole Mali-Gabon (1-2), siglando la rete del momentaneo 0-1 al minuto 12 del primo tempo. Ha partecipato, con la Nazionale, alla Coppa d'Africa 1996 e alla Coppa d'Africa 2000. Ha collezionato in totale, con la maglia della Nazionale, 46 presenze e due reti.

## Statistiche

### Cronologia presenze e reti in Nazionale
| Cronologia completa delle presenze e delle reti in nazionale ― Gabon | Cronologia completa delle presenze e delle reti in nazionale ― Gabon | Cronologia completa delle presenze e delle reti in nazionale ― Gabon | Cronologia completa delle presenze e delle reti in nazionale ― Gabon | Cronologia completa delle presenze e delle reti in nazionale ― Gabon | Cronologia completa delle presenze e delle reti in nazionale ― Gabon | Cronologia completa delle presenze e delle reti in nazionale ― Gabon | Cronologia completa delle presenze e delle reti in nazionale ― Gabon |
| Data                                                                 | Città                                                                | In casa                                                              | Risultato                                                            | Ospiti                                                               | Competizione                                                         | Reti                                                                 | Note                                                                 |
| -------------------------------------------------------------------- | -------------------------------------------------------------------- | -------------------------------------------------------------------- | -------------------------------------------------------------------- | -------------------------------------------------------------------- | -------------------------------------------------------------------- | -------------------------------------------------------------------- | -------------------------------------------------------------------- |
| 27-02-1993                                                           | Dakar                                                                | Senegal                                                              | 1 – 0                                                                | Gabon                                                                | Qual. Mondiali 1994                                                  | -                                                                    | 9’ 84’                                                               |
| 13-11-1994                                                           | Libreville                                                           | Gabon                                                                | 3 – 0                                                                | Mauritius                                                            | Qual. Coppa d'Africa 1996                                            | -                                                                    |                                                                      |
| 02-04-1995                                                           | Libreville                                                           | Gabon                                                                | 7 – 0                                                                | Benin                                                                | Amichevole                                                           | -                                                                    |                                                                      |
| 08-04-1995                                                           | Lusaka                                                               | Zambia                                                               | 1 – 0                                                                | Gabon                                                                | Qual. Coppa d'Africa 1996                                            | -                                                                    |                                                                      |
| 04-06-1995                                                           | Curepipe                                                             | Mauritius                                                            | 0 – 3                                                                | Gabon                                                                | Qual. Coppa d'Africa 1996                                            | -                                                                    |                                                                      |
| 22-10-1995                                                           | Libreville                                                           | Gabon                                                                | 1 – 0                                                                | Sierra Leone                                                         | Amichevole                                                           | -                                                                    |                                                                      |
| 28-11-1995                                                           | Libreville                                                           | Gabon                                                                | 0 – 2                                                                | Costa d'Avorio                                                       | Amichevole                                                           | -                                                                    |                                                                      |
| 30-11-1995                                                           | Libreville                                                           | Gabon                                                                | 2 – 1                                                                | Algeria                                                              | Amichevole                                                           | -                                                                    | 60’                                                                  |
| 02-12-1995                                                           | Libreville                                                           | Gabon                                                                | 0 – 0 (1 - 3 dtr)                                                    | Camerun                                                              | Amichevole                                                           | -                                                                    |                                                                      |
| 22-12-1995                                                           | Ouagadougou                                                          | Burkina Faso                                                         | 2 – 5                                                                | Gabon                                                                | Amichevole                                                           | -                                                                    |                                                                      |
| 27-12-1995                                                           | Bamako                                                               | Mali                                                                 | 1 – 2                                                                | Gabon                                                                | Amichevole                                                           | 1                                                                    | 12’                                                                  |
| 16-01-1996                                                           | Durban                                                               | Gabon                                                                | 1 – 2                                                                | Liberia                                                              | Coppa d'Africa 1996                                                  | -                                                                    |                                                                      |
| 19-01-1996                                                           | Durban                                                               | Gabon                                                                | 2 – 0                                                                | Zaire                                                                | Coppa d'Africa 1996                                                  | -                                                                    | Ammonizione                                                          |
| 28-01-1996                                                           | Durban                                                               | Gabon                                                                | 1 – 1 (1 - 4 dtr)                                                    | Tunisia                                                              | Coppa d'Africa 1996                                                  | -                                                                    |                                                                      |
| 26-05-1996                                                           | Libreville                                                           | Gabon                                                                | 0 – 1                                                                | Costa d'Avorio                                                       | Amichevole                                                           | -                                                                    |                                                                      |
| 02-06-1996                                                           | Lobamba                                                              | eSwatini                                                             | 0 – 1                                                                | Gabon                                                                | Qual. Mondiali 1998                                                  | -                                                                    |                                                                      |
| 16-06-1996                                                           | Libreville                                                           | Gabon                                                                | 2 – 0                                                                | eSwatini                                                             | Qual. Mondiali 1998                                                  | -                                                                    |                                                                      |
| 22-09-1996                                                           | Conakry                                                              | Guinea                                                               | 0 – 1                                                                | Gabon                                                                | Amichevole                                                           | -                                                                    |                                                                      |
| 29-09-1996                                                           | Libreville                                                           | Gabon                                                                | 1 – 1                                                                | Mali                                                                 | Amichevole                                                           | -                                                                    |                                                                      |
| 06-10-1996                                                           | Libreville                                                           | Gabon                                                                | 0 – 0                                                                | Camerun                                                              | Qual. Coppa d'Africa 1998                                            | -                                                                    |                                                                      |
| 19-10-1996                                                           | Libreville                                                           | Gabon                                                                | 2 – 0                                                                | Burkina Faso                                                         | Amichevole                                                           | -                                                                    |                                                                      |
| 03-11-1996                                                           | Lomé                                                                 | Togo                                                                 | 0 – 1                                                                | Gabon                                                                | Amichevole                                                           | -                                                                    |                                                                      |
| 10-11-1996                                                           | Libreville                                                           | Gabon                                                                | 1 – 1                                                                | Ghana                                                                | Qual. Mondiali 1998                                                  | -                                                                    |                                                                      |
| 20-12-1996                                                           | Cotonou                                                              | Burkina Faso                                                         | 1 – 1                                                                | Gabon                                                                | Amichevole                                                           | -                                                                    |                                                                      |
| 22-12-1996                                                           | Cotonou                                                              | Benin                                                                | 3 – 3                                                                | Gabon                                                                | Amichevole                                                           | -                                                                    |                                                                      |
| 25-12-1996                                                           | Cotonou                                                              | Ghana                                                                | 1 – 1                                                                | Gabon                                                                | Amichevole                                                           | -                                                                    |                                                                      |
| 11-01-1997                                                           | Freetown                                                             | Sierra Leone                                                         | 1 – 0                                                                | Gabon                                                                | Qual. Mondiali 1998                                                  | -                                                                    | 70’                                                                  |
| 25-01-1997                                                           | Kasarani                                                             | Kenya                                                                | 1 – 0                                                                | Gabon                                                                | Qual. Coppa d'Africa 1998                                            | -                                                                    |                                                                      |
| 22-02-1997                                                           | Windhoek                                                             | Namibia                                                              | 1 – 1                                                                | Gabon                                                                | Qual. Coppa d'Africa 1998                                            | -                                                                    |                                                                      |
| 30-03-1997                                                           | Libreville                                                           | Gabon                                                                | 2 – 1                                                                | Togo                                                                 | Amichevole                                                           | -                                                                    |                                                                      |
| 06-04-1997                                                           | Libreville                                                           | Gabon                                                                | 0 – 4                                                                | Marocco                                                              | Qual. Mondiali 1998                                                  | -                                                                    |                                                                      |
| 27-04-1997                                                           | Accra                                                                | Ghana                                                                | 3 – 0                                                                | Gabon                                                                | Qual. Mondiali 1998                                                  | -                                                                    |                                                                      |
| 22-06-1997                                                           | Yaoundé                                                              | Camerun                                                              | 2 – 2                                                                | Gabon                                                                | Qual. Coppa d'Africa 1998                                            | -                                                                    |                                                                      |
| 13-07-1997                                                           | Libreville                                                           | Gabon                                                                | 1 – 0                                                                | Kenya                                                                | Qual. Coppa d'Africa 1998                                            | -                                                                    |                                                                      |
| 27-07-1997                                                           | Libreville                                                           | Gabon                                                                | 1 – 1                                                                | Namibia                                                              | Qual. Coppa d'Africa 1998                                            | -                                                                    |                                                                      |
| 17-08-1997                                                           | Casablanca                                                           | Marocco                                                              | 2 – 0                                                                | Gabon                                                                | Qual. Mondiali 1998                                                  | -                                                                    |                                                                      |
| 24-01-1999                                                           | Luanda                                                               | Angola                                                               | 3 – 1                                                                | Gabon                                                                | Qual. Coppa d'Africa 2000                                            | 1                                                                    | 34’ 72’                                                              |
| 10-04-1999                                                           | Libreville                                                           | Gabon                                                                | 1 – 0                                                                | Sudafrica                                                            | Qual. Coppa d'Africa 2000                                            | -                                                                    | 28’                                                                  |
| 07-11-1999                                                           | Libreville                                                           | Gabon                                                                | 4 – 0                                                                | Guinea Equatoriale                                                   | Amichevole                                                           | -                                                                    | 80’                                                                  |
| 10-11-1999                                                           | Libreville                                                           | Gabon                                                                | 1 – 0                                                                | Rep. Centrafricana                                                   | Amichevole                                                           | -                                                                    | 70’                                                                  |
| 11-11-1999                                                           | Libreville                                                           | Gabon                                                                | 1 – 0                                                                | São Tomé e Príncipe                                                  | Amichevole                                                           | -                                                                    |                                                                      |
| 13-11-1999                                                           | Libreville                                                           | Gabon                                                                | 0 – 0                                                                | Rep. del Congo                                                       | Amichevole                                                           | -                                                                    |                                                                      |
| 14-11-1999                                                           | Libreville                                                           | Gabon                                                                | 2 – 0                                                                | Ciad                                                                 | Amichevole                                                           | -                                                                    |                                                                      |
| 28-11-1999                                                           | Libreville                                                           | Gabon                                                                | 3 – 2                                                                | Burkina Faso                                                         | Amichevole                                                           | -                                                                    | 80’                                                                  |
| 06-01-2000                                                           | Il Cairo                                                             | Egitto                                                               | 4 – 0                                                                | Gabon                                                                | Amichevole                                                           | -                                                                    |                                                                      |
| 29-01-2000                                                           | Kumasi                                                               | Gabon                                                                | 1 – 3                                                                | Algeria                                                              | Coppa d'Africa 2000                                                  | -                                                                    | 46’                                                                  |
| Totale                                                               |                                                                      | Presenze                                                             | 46                                                                   |                                                                      | Reti                                                                 | 2                                                                    |                                                                      |